# Show (Morgenštern)
Show è un singolo del rapper russo Morgenštern, pubblicato il 17 maggio 2021 come primo estratto dal quarto album in studio Million Dollar: Happiness.

## Video musicale
Il video musicale, diretto da Aleksandr Romanov, è stato reso disponibile il 17 maggio 2021, in concomitanza con l'uscita del brano.

## Tracce
Testi e musiche di Ališer Tagirovič Morgenštern.
1. Show – 1:38

## Classifiche
| Classifica (2021) | Posizione massima |
| ----------------- | ----------------- |
| Lituania          | 97                |